# Synoptische Evangelien
Synoptische Evangelien (von altgriechisch σύνοοψις synopsis, deutsch ‚ein zusammen Sehen, Übersicht‘) nennt man die Evangelien der drei Evangelisten Markus, Matthäus und Lukas, also das Markusevangelium, das Matthäusevangelium und das Lukasevangelium im Neuen Testament. Diese beschreiben und deuten das Leben und die Lehre Jesu aus einer vergleichbaren Perspektive. Zum besseren Vergleich der Texte hat Johann Jakob Griesbach sie 1776 erstmals für eine Zusammenschau nebeneinander in Spalten abgedruckt, eine sogenannte Synopse erstellt. Daher werden die Evangelien als synoptisch bezeichnet beziehungsweise die drei Evangelisten auch Synoptiker genannt.
Auch das Evangelium nach Johannes hat nach Inhalt und Aufbau viele Ähnlichkeiten mit den synoptischen Evangelien. Doch zeigen die Evangelien der drei Synoptiker weitaus mehr Gemeinsamkeiten bezüglich der Sprache und des gemeinsamen Textmaterials.

## Erklärungsmodelle für den Zusammenhang der Synoptiker
Ein zentrales Thema bei der bibelwissenschaftlichen und exegetischen Erforschung der drei synoptischen Evangelien ist das sogenannte Synoptische Problem. Damit ist die Frage gemeint, wie die Übereinstimmungen und Unterschiede der ersten drei Evangelien in Wortlaut, Reihenfolge und Stoffauswahl erklärt werden können. Hierzu gibt es seit dem Ende des 18. Jahrhunderts verschiedene Hypothesen:
Die Urevangeliumshypothese geht davon aus, dass zwei der drei Synoptiker ein heute verschollenes aramäisches oder hebräisches „Nazarenerevangelium“ verwendet haben.
Die Fragmenten- oder Diegesenhypothese postuliert eine große Anzahl unabhängiger Einzelaufzeichnungen und Sammlungen von Texten, von denen manche jeweils mehrere, manche aber auch nur je ein Evangelist zur Vorlage hatte.
Die Traditionshypothese meint, dass es einen Stand der „Evangelisten“ gegeben habe, die das Evangelium mit seinen Einzelgeschichten in einem festen, auswendig gelernten Zyklus als Wanderprediger weitergaben. Diesen vorgegebenen Stoff verarbeiteten die Synoptiker je unabhängig voneinander.
Heute sind verschiedene Benutzungshypothesen vorherrschend, die eine direkte Abhängigkeit zwischen den Synoptikern postulieren.
- Die am weitesten verbreitete Hypothese ist die Zweiquellentheorie. Demnach sei das Markusevangelium zuerst geschrieben worden. Außerdem habe eine zweite Quelle existiert, die vor allem Sprüche Jesu enthalten habe und daher als Logienquelle Q bezeichnet wird. Matthäus und Lukas hätten Markus und Q sowie weitere, je eigene Überlieferungen, so genanntes Sondergut, als Quellen verwendet. Sowohl die Logienquelle Q als auch die Quellen des Sondergutes sind rein hypothetisch; sie liegen nicht als eigenständige Texte vor.
- Die Zwei-Evangelien-Theorie („Two-Gospel-Hypothesis“), oft auch als Griesbachhypothese bezeichnet, kann sich auf patristische Zeugnisse stützen, insbesondere auf Papias von Hierapolis. Wichtigste Vertreter dieser Hypothese waren: Johann Jakob Griesbach und David Friedrich Strauss. In überarbeiteter Form, als „Neo-Griesbach-Theorie“, wurde sie vor allem von William R. Farmer vertreten (1964). Sie ist heute im angelsächsischen Bereich verbreitet. Sie sieht das Matthäusevangelium als das älteste Evangelium. Das Lukasevangelium sei literarisch davon abhängig. Das Markusevangelium sei dann eine Zusammenfassung der beiden anderen.
- Die Farrerhypothese wurde von Austin Farrer entwickelt. Wichtigste akademische Vertreter sind Michael Goulder[1] und Mark Goodacre.[2] Sie wird heutzutage vor allem in den USA vertreten. Nach ihr wurde Markus zuerst geschrieben und von Matthäus benutzt; Lukas griff auf beide zurück.